# Daouda Bamba
Daouda Bamba né le 5 mars 1995 à Dabou en Côte d'Ivoire, est un footballeur ivoirien qui évolue au poste d'avant-centre au FK Shkëndija.

## Biographie

### Kongsvinger IL
Originaire de Côte d'Ivoire, Daouda Bamba commence sa carrière professionnelle en Norvège avec le club de Kongsvinger IL, qui évolue alors en deuxième division norvégienne.

### Kristiansund BK
En février 2014, Daouda Bamba rejoint librement un autre club de deuxième division norvégienne, le Kristiansund BK. Il joue son premier match avec sa nouvelle équipe le 6 avril 2014, lors de la première journée de championnat, face à l'Alta IF. Il est titulaire lors de cette rencontre perdue par son équipe sur le score de trois buts à zéro.
Bamba joue un rôle important lors de la saison 2016, où le Kristiansund BK est sacré champion et est promu dans l'élite du football norvégien. En effet, l'attaquant ivoirien est l'auteur de 20 buts en 28 matchs de championnat, se hissant à la deuxième place du classement des buteurs.
Le 15 avril 2018, il inscrit son premier doublé en première division norvégienne, sur la pelouse du Sandefjord Fotball (match nul 3-3).

### SK Brann
Le 15 août 2018, Daouda Bamba est recruté par le SK Brann, club avec lequel il s'engage pour un contrat courant jusqu'en 2021. Il joue son premier match ses nouvelles couleurs quatre jours plus tard, lors d'une rencontre de championnat face au Sarpsborg 08 FF. Il entre en jeu et son équipe s'impose par deux buts à zéro. Bamba inscrit son premier but lors de sa première titularisation, le 15 septembre 2018 face au FK Haugesund, en championnat. Il participe ainsi à la victoire de son équipe par trois buts à un.
Le 24 juin 2020, Bamba réalise un doublé en championnat contre l'Aalesunds FK. Il ne permet toutefois pas aux siens de s'imposer, les deux équipes se neutralisent ce jour-là (2-2 score final).

### Altay SK
Le 27 juillet 2021, Daouda Bamba rejoint l'Altay SK, promu en Süper Lig. 
Lors de la première journée de la saison 2021-2022 de première division turque, Bamba inscrit un doublé et permet à son club de s'imposer 3-0 face à Kayserispor. Bamba est de nouveau buteur le 21 septembre 2021 en championnat face à Çaykur Rizespor. Il contribue à la victoire de son équipe par deux buts à un.

### CSKA Sofia
Laissé libre par l'Altay SK, Daouda Bamba rejoint alors le CSKA Sofia le 3 août 2022.
Il inscrit son premier but pour le CSKA Sofia le 3 septembre 2022, lors d'une rencontre de championnat face au FK Spartak Varna. Titulaire ce jour-là, il permet à son équipe de s'imposer (0-1 score final).

### Ümraniyespor
Le 23 juillet 2023, Daouda Bamba retrouve la Turquie en s'engageant en faveur de l'Ümraniyespor, club évoluant alors en deuxième division.

### Shkëndija
Après une saison à Ümraniyespor où il aura très peu joué, Daouda Bamba prend la direction de la Macédoine du Nord en signant le 24 juin 2024 en faveur du FK Shkëndija pour un contrat courant jusqu'en juin 2026.